# Laboratoire central de la préfecture de police
Placé sous l'autorité du préfet de police de Paris, le laboratoire central de la préfecture de police (LCPP) est un organisme scientifique pluridisciplinaire qui intervient à Paris et en petite couronne, ainsi que sur le reste de la France pour des expertises ou des formations sur demande, sur toutes les questions de sécurité des personnes et des biens, de salubrité et de pollution. Il est reconnu pour son expertise en risques technologiques et domestiques et leurs préventions, son concours à la sécurité des personnes et des biens, et ses connaissances en évaluation de l'impact de l'activité urbaine et industrielle sur l'environnement.

## Missions
Les missions du laboratoire central de la préfecture de police sont prévues à l'article 6 du décret no 2009-898 du 24 juillet 2009 relatif à la compétence territoriale de certaines directions et de certains services de la préfecture de police, qui opère un renvoi aux missions prévues par le décret no 76-225 du 4 mars 1976 relevant des attributions du ministre de l'intérieur sur le territoire des départements de Paris, des Hauts-de-Seine, de la Seine-Saint-Denis et du Val-de-Marne. 
Au quotidien, les agents du laboratoire participent à une grande variété de missions :
- intervention pour des menaces ou actes de malveillance NRBC ;
- gestion des matières et produits chimiques dangereux détenus par des particuliers, des professionnels ou abandonnés ;
- formation à la prévention des risques aux professionnels concernés ;
- expertise à la suite des intoxications collectives ;
- police scientifique en cas d'explosions ou d'incendies ;
- prévention, contrôle et expertise dans les ERP et dans les IGH concernant en particulier les sciences de l'incendie ;
- participation aux commissions de sécurité ;
- expertise en qualité de l'air et des eaux, en environnement, et en cas de pollution des sols ;
- expertises judiciaires au pénal.

Le laboratoire traite également des opérations de déminage dans Paris et les trois départements de petite couronne, et procède aux examens, recherches et analyses d'ordre scientifique et technique qui lui sont demandés par les autorités.
Le laboratoire central est composé essentiellement de fonctionnaires sous statut territorial des administrations parisiennes, recrutés par concours. Ces fonctionnaires peuvent également être détachés depuis une autre administration ministérielle. On peut également y retrouver des doctorants ainsi que des apprentis.
Une fois recrutés, les fonctionnaires seront affectés à l'une des unités composant le laboratoire en tant que stagiaires pour une durée d'un an avant une éventuelle titularisation, basée sur l'évaluation continue de l'année de stage.

## Histoire
En 1878 est créé le « Laboratoire Municipal de Chimie » dont l'objectif est de lutter contre la fraude.
Le laboratoire municipal assurait ses missions pour la Ville de Paris et le département de la Seine.
En 1968, la réorganisation administrative de la région parisienne crée les trois départements de la petite couronne de Paris. Le laboratoire garde les attributions qu’il avait avant la réforme et continue de les exercer dans le ressort territorial de la Préfecture de police en tant que Laboratoire central de la préfecture de police.
En 2019, le laboratoire a participé à l'enquête et aux analyses effectuées à la cathédrale Notre-Dame de Paris après l'incendie qui la frappa en avril 2019, en lien avec les techniciens de l'identité judiciaire et les enquêteurs de la brigade criminelle. Les prélèvements et analyses du laboratoire central ont par exemple permis de prouver la présence de plomb dans certaines zones autour de la cathédrale après l'effondrement de la charpente et de la flèche.
Le laboratoire central est dirigé par Christophe Pezron depuis le 1er juillet 2018.